# Palet

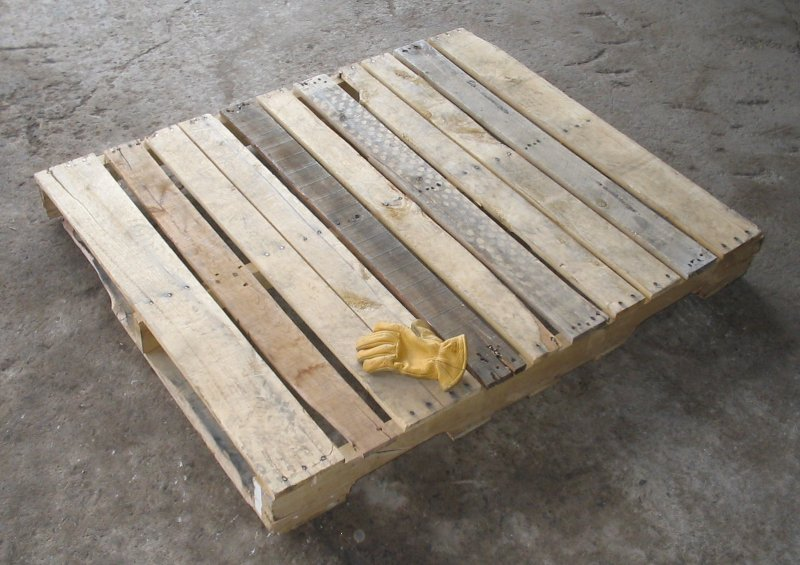
Un palet clàssic de fusta.

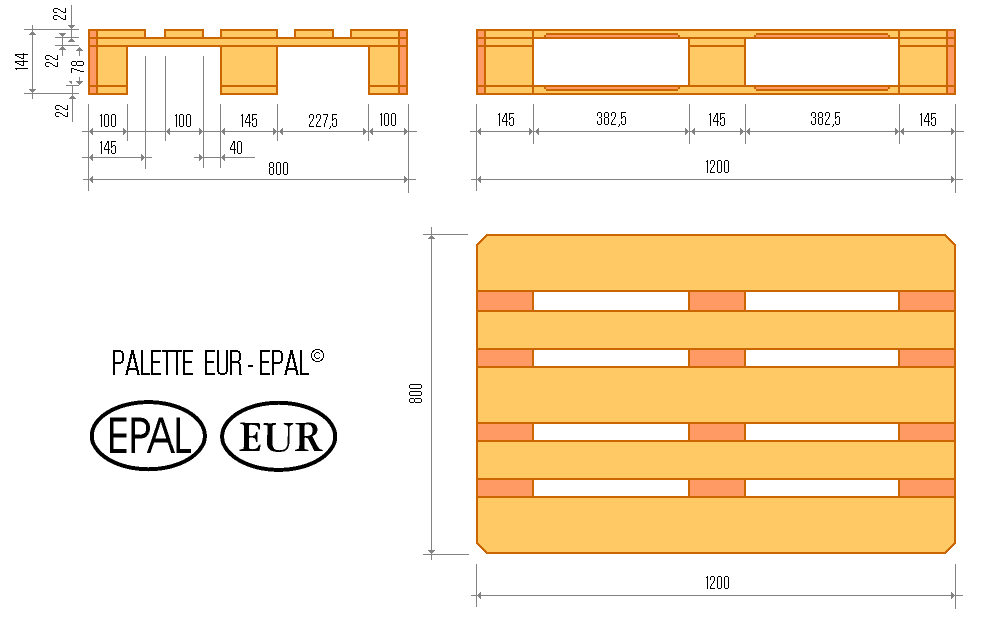
Dibuix esquemàtic de l'estàndard Euro-palet.

Un palet o paleta (del francès, palette) és una base o plataforma de fusta, plàstic, acer o altres materials, per facilitar el moviment de les càrregues que s'hi dipositen, permetent de tractar-les de manera estandarditzada (amb les mateixes eines, per exemple: carretó elevador), malgrat les diferències de forma i volum.

## Història
Podem traçar l'origen dels palets en les plataformes de fusta (skid o patí en anglès) utilitzades a principis del segle xx en el transport marítim i ferroviari per tal de facilitar la càrrega i descàrrega.
Però l'ús intensiu dels palets arribà durant la Segona Guerra Mundial quant les forces armades dels Estats Units empraren palets estàndard pel subministrament de les seves tropes, especialment al teatre del Pacífic, amb grans distàncies i dificultats d'aprovisionament.
L'any 1961 la Unió Internacional de Ferrocarrils va acordar estandarditzar la mida dels palets. Aquest nou disseny Europal o euro-palet, de 800 x 1.200 mm, està adapta al transport ferroviari i per a passar per a la majoria de portes. Aquest és el tipus de palet més utilitzat arreu del món i l'estàndard europeu.

## Mides
Les mesures més usuals dels palets són:
- 800 × 1.200 mm (Euro-palet): mida europea estàndard.[5]
- 48 × 40 polzades (1.219 × 1.016 mm): palet estàndard als Estats Units.[7]
- 1.000 × 1.200 mm, palet militar estàndard de l'OTAN.[8]
- Palet MASTER 463L de 2.640mm × 2.130mm, utilitzat per al transport militar aeri.[8]